# Temporada de furacões no Pacífico de 2017
A temporada de furacões do Pacífico de 2017 foi significativamente menos ativa do que as três temporadas anteriores de furacões do Pacífico, com dezoito tempestades nomeadas, nove furacões e quatro grandes furacões. Apesar da quantidade considerável de atividade, a maioria das tempestades foi fraca e de curta duração. A temporada começou oficialmente em 15 de maio no Pacífico oriental e em 1 de junho no Pacífico central; ambos terminaram em 30 de novembro. Essas datas delimitam convencionalmente o período de cada ano em que a maioria dos ciclones tropicais se forma na bacia. Porém, a formação de ciclones tropicais é possível em qualquer época do ano. Isso foi demonstrado quando a primeira tempestade, a tempestade tropical Adrian, foi nomeada em 10 de maio, e se tornou a primeira tempestade tropical conhecida no Pacífico Leste desde o advento das imagens de satélite. A temporada viu uma atividade próxima da média em termos de Energia Ciclônica Acumulada (ECA), em forte contraste com as temporadas extremamente ativas em 2014, 2015 e 2016 ; e pela primeira vez desde 2012, nenhum ciclone tropical se formou na bacia do Pacífico Central. No entanto, pelo terceiro ano consecutivo, a temporada apresentou atividade acima da média em julho, com o valor ECA sendo o quinto maior para o mês. Danos em toda a bacia atingiram $ 375,28 milhões (2017 USD ), enquanto 45 pessoas foram mortas pelas várias tempestades.
A partir de 2017, o Centro Nacional de Furacões tem a opção de emitir avisos e, assim, permitir a emissão de alertas e avisos sobre perturbações que ainda não são ciclones tropicais, mas têm grande chance de se tornarem, e que se espera que tragam tempestade tropical ou condições de furacão para massas de terra em 48 horas. Esses sistemas são classificados como "Ciclones Tropicais Potenciais". Isso foi demonstrado pela primeira vez na bacia do Pacífico Leste em 29 de agosto, com a designação de Ciclone Tropical Potencial Quatorze-E - que mais tarde se desenvolveu na Tempestade Tropical Lidia - ao sul-sudeste da Península da Baixa Califórnia.

## Previsões sazonais
| Recorde                  | Recorde                  | Tempestades nomeadas | Furacões | Furacões maiores | Ref   |
| ------------------------ | ------------------------ | -------------------- | -------- | ---------------- | ----- |
| Média (1981–2010):       | Média (1981–2010):       | 15.4                 | 7.6      | 3.2              | [ 2 ] |
| Atividade recorde alta:  | Atividade recorde alta:  | 1992: 27             | 2015: 16 | 2015: 11         | [ 3 ] |
| Atividade recorde baixa: | Atividade recorde baixa: | 2010: 8              | 2010: 3  | 2003: 0          | [ 3 ] |
| Data                     | Fonte                    | Tempestades nomeadas | Furacões | Furacões maiores | Ref   |
| 25 de maio de 2017       | NOAA                     | 14–20                | 6–11     | 3–7              | [ 4 ] |
| 29 de maio de 2017       | SMN                      | 16                   | 10       | 6                | [ 5 ] |
|                          | Área                     | Tempestades nomeadas | Furacões | Furacões maiores | Ref   |
| Atividade atual:         | EPAC                     | 18                   | 9        | 4                |       |
| Atividade atual:         | CPAC                     | 0                    | 0        | 0                |       |
| Atividade atual:         | Atividade atual:         | 18                   | 9        | 4                |       |

Em 25 de maio de 2017, a Administração Oceânica e Atmosférica Nacional divulgou a sua previsão anual, prevendo uma chance de 80% de uma temporada próxima a acima da média nas bacias do Pacífico Oriental e Central, com um total de 14 – 20 tempestades nomeadas, 6 – 11 furacões e 3 – 7 furacões principais. Durante 28 de maio, o Servicio Meteorológico Nacional (SMN) divulgou a sua primeira previsão para a temporada, prevendo o desenvolvimento de um total de 16 tempestades nomeadas, 10 furacões e 6 grandes furacões.

## Resumo sazonal

Tempestades tropicais Greg (à esquerda), Irwin (centro) e o furacão Hilary (à direita) atravessando o Pacífico Leste em 24 de julho

A energia ciclônica acumulada (ECA) para a temporada de furacões no Pacífico de 2017 foi de 100,12 unidades (99.065 unidades do Pacífico Leste e 1.055 unidades do Pacífico Central).
Embora a temporada de furacões no Pacífico oriental não comece oficialmente até 15 de maio, e em 1 de junho no Pacífico central, a atividade começou vários dias antes com a formação de uma depressão tropical em 9 de maio. Isso marcou a formação inicial de um ciclone tropical na bacia, ultrapassando o furacão Alma de 1990. Intensificou-se na tempestade tropical Adrian algumas horas depois, marcando a formação mais temporã de uma tempestade com nome já registada. A atividade quase normal ocorreu em junho, com a tempestade tropical Calvin formada em 11 de junho e o furacão Dora em 25 de junho. Pelo terceiro ano consecutivo, julho apresentou atividade acima da média, com o quinto maior valor ACE registado para esse mês.  Este total foi devido a longos furacões Eugene, Fernanda, Hilary e Irwin. Agosto viu uma atividade significativamente menor, com apenas três tempestades que se formaram no mês; no entanto, contou com o Furacão Kenneth, o terceiro maior furacão da temporada. Setembro contou com quatro tempestades, incluindo o Furacão Otis, que se tornou o quarto maior furacão da temporada. Apenas duas tempestades se formaram após 1 de outubro, Ramon e Selma. Ambos não alcançaram o status de furacão, embora Selma se tenha tornado a primeira e última tempestade a fazer o desembarque em El Salvador. Não houve sistemas ativos em novembro pela primeira vez desde a temporada de 2010.

## Sistemas

### Tempestade tropical Adrian
Em 5 de maio, o Centro Nacional de Furacões (NHC) indicou que uma área de baixa pressão estava prevista para se formar ao sul do México nos dias subsequentes, com a possibilidade de desenvolvimento de ciclones tropicais depois disso. Uma ampla circulação ciclônica começou a se desenvolver conforme esperado no final de 7 de maio, organizando-se gradualmente na primeira depressão tropical da estação às 21:00 UTC em 9 de maio. Após a formação, ponto em que foi localizado cerca de 545 mi (875 km) ao sul-sudeste de Salina Cruz, México, a depressão se tornou o primeiro ciclone tropical do Pacífico Leste (a leste de 140 ° W) registado na época, antes de ser ultrapassada pela Depressão Tropical Um-E em 2020. O recorde anterior foi mantido pelo furacão Alma de 1990, que se formou em 12 de maio. A depressão intensificou-se na tempestade tropical Adrian seis horas depois, a formação mais temporã conhecida de uma tempestade com nome no Pacífico oriental, desde o advento da era dos satélites. Inicialmente, as previsões esperavam que a pequena tempestade se intensificasse em um poderoso furacão. Pouco depois de atingir o pico de intensidade no início de 10 de maio, um aumento inesperado no cisalhamento do vento de nível médio fez com que Adrian enfraquecesse rapidamente e degenerasse para um mínimo remanescente por volta das 00:00 UTC em 11 de maio. A baixa remanescente de Adrian persistiu por mais um dia, antes de se dissipar em 12 de maio.
Além disso, não relacionada a Adrian, a tempestade tropical Arlene na bacia do Atlântico Norte também se formou antes do início oficial da temporada de furacões correspondente, sendo a tempestade mais intensa no mês de abril no Atlântico Norte desde Ana em 2003. Isso representa o segundo ano consecutivo após 2016, quando as primeiras tempestades em ambas as bacias foram tempestades de pré-temporada.

### Tempestade tropical Beatriz
Uma onda tropical surgiu na costa oeste da África em 18 de maio e entrou no Pacífico Leste cerca de uma semana depois, onde a organização constante levou à formação de uma depressão tropical por volta das 12:00 UTC em 31 de maio. Inserida no fluxo sudoeste ao redor de um grande vale de nível superior no norte do México, a depressão moveu-se continuamente para o nordeste em um ambiente favorável e se intensificou na tempestade tropical Beatriz às 06:00 UTC em 1 de junho. Depois de atingir o pico de ventos de 72 km/h (45 mph), o sistema atingiu a terra por volta das 00:00 UTC em 2 de junho a cerca de 25 milhas (40 km) a oeste de Puerto Ángel antes que o terreno montanhoso do México rapidamente fizesse Beatriz se dissipar para o interior doze horas depois.
No estado de Oaxaca, voos saindo do Aeroporto Internacional das Bahías de Huatulco foram cancelados e escolas fechadas até 3 de junho. Dezenas de estradas ficaram intransitáveis devido a deslizamentos de terra e inundações; inúmeros locais receberam mais de 4 emnbsp;in (102 mm) de chuva, com precipitação máxima de 19,07 emnbsp;in (484,4 mm) em Huatulco. Numerosos deslizamento de terra causaram perturbações significativas em todo o estado; a tempestade bloqueou grandes áreas da rodovia federal 200 em Oaxaca. Um deslizamento de terra em San Marcial Ozolotepec matou duas meninas e enterrou várias casas, enquanto outro em San Carlos Yautepec matou uma mulher. Até 4 de junho, um total de seis pessoas foram mortas - cinco em Oaxaca e duas em Tehuantepec. Os danos em Oaxaca alcançaram MXN $ 3,2 bilhões (US $ 172 milhões).

### Tempestade tropical Calvin
Na segunda semana de junho, o NHC previu o desenvolvimento de uma ampla área de baixa pressão a algumas centenas de quilômetros ao sul do México nos próximos dias. Essa previsão se concretizou em 9 de junho, e a perturbação incipiente se organizou de forma constante em uma depressão tropical por volta das 12:00 UTC em 11 de junho enquanto localizado a cerca de 150 mi (240 km) sul-sudeste de Salina Cruz. Foi lento para se organizar inicialmente devido ao cisalhamento moderado do vento leste, à medida que se deslocava para noroeste; às 18:00 UTC em 12 de junho, no entanto, a depressão tropical intensificou-se na tempestade tropical Calvin.  Intensificando ligeiramente para atingir ventos de 72 km/h (45 mph), Calvin desembarcou no meio do caminho entre Salina Cruz e Puerto Ángel, perto de Paja Blanca, por volta das 00:00 UTC em 13 de junho. Apenas 12 horas depois, Calvin se dissipou em uma depressão remanescente. Os remanescentes da tempestade causaram fortes chuvas e algumas inundações na área, no entanto, nenhuma morte foi relatada.  Menos de duas semanas após a tempestade tropical Beatriz, Calvin afetou áreas semelhantes do México e infligiu danos adicionais que resultaram em pelo menos 70 milhões de pesos (US $ 3,88 milhões) em Oaxaca.

### Furacão Dora
Um grande giro se desenvolveu na América Central por volta de 15 de junho. Um vale se desprendeu do giro e flutuou logo ao sul do Golfo de Tehuantepec entre 21 e 23 de junho. Em 23 de junho, uma onda tropical associada aos remanescentes da tempestade tropical Bret no Atlântico começou a se fundir com o vale. Uma baixa superficial formou-se no início do dia seguinte, seguido pelo desenvolvimento de uma depressão tropical às 18:00 UTC. Inicialmente localizado a cerca de 230 mi (370 km) ao sul-sudeste de Acapulco, a depressão moveu-se para o oeste-noroeste devido a uma crista troposférica média, que se estendia do norte do México para o oeste até as águas próximas do Pacífico. Às 06:00 UTC em 25 de junho, a depressão intensificou-se na tempestade tropical Dora. Depois disso, as condições favoráveis, incluindo baixo cisalhamento do vento e temperaturas quentes da superfície do mar, permitiram que Dora sofresse uma rápida intensificação, tornando-se um furacão às 06:00 UTC em 26 de junho e um furacão de categoria 2 cerca de seis horas depois.
Com uma vazão impressionante e um olho aparente nas imagens de satélite, a tempestade atingiu seu pico com ventos máximos sustentados de 169 km/h (105 mph) e uma pressão barométrica mínima de 974 mbar (28.8 inHg) às 18:00 UTC de 26 de junho. Dora permaneceu um furacão de categoria 2 por cerca de 12 mais horas antes de começar a enfraquecer rapidamente em temperaturas mais frias da superfície do mar e em um ambiente de ar mais seco, caindo para a intensidade de categoria 1 às 06:00 UTC em 27 de junho e se deteriorando para uma tempestade tropical por volta das 18:00 UTC. A tempestade posteriormente degenerou em uma baixa remanescente perto da Ilha de Socorro no início de 28 de junho, depois de toda a convecção da tempestade ter diminuído. A baixa remanescente moveu-se lentamente sobre o Pacífico oriental antes de se dissipar no início de 1 de julho. As bandas externas de Dora trouxeram fortes chuvas para Guerrero, resultando em enchentes que inundaram 20 casas. No entanto, o dano geral foi mínimo.

### Furacão Eugene
O furacão Eugene se desenvolveu a partir de um distúrbio localizado 765 mi (1.230 km) ao sul da ponta sul da Península de Baja California em 7 de julho. No dia seguinte, Eugene passou por um período de rápida intensificação ; em um período de 18 horas, começando às 21:00 UTC em 8 de julho, Eugene intensificou-se a partir de uma tempestade tropical com 110 km/h (70 mph) ventos para um furacão de categoria 3 com ventos de 185 km/h (115 mph), tornando-o o primeiro grande furacão da temporada. No entanto, 12 horas depois, a entrada de ar seco fez Eugene enfraquecer para um furacão de categoria 2, e devido a viajar sobre águas mais frias, Eugene enfraqueceu para uma tempestade tropical no dia seguinte. Conforme a cobertura de convecção profunda diminuía constantemente, Eugene caiu para a intensidade da depressão tropical por volta das 15:00 UTC em 12 de julho, e degenerou para um baixo remanescente seis horas depois.
Correntes de retorno perigosas combinadas com ondas de 4 to 8 ft (1.2 to 2.4 m) em todo o sul da Califórnia resultaram em centenas de resgates. Apenas em 10 de julho, os salva-vidas em Huntington Beach fizeram 200 resgates enquanto 600 foram feitos no condado de Los Angeles ; os salva-vidas também responderam a 700 emnbsp;inergências médicas.

### Furacão Fernanda
No final de 10 de julho, o NHC começou a monitorar uma ampla área de baixa pressão várias centenas de quilômetros a sudoeste de Manzanillo. Ao contrário das previsões de desenvolvimento gradual, a perturbação rapidamente se organizou em uma depressão tropical às 03:00 UTC em 12 de julho, e ainda mais fortalecido para se tornar a tempestade tropical Fernanda por volta das 15:00 UTC naquele dia. O ciclone nascente inicialmente lutou contra o vento cisalhante moderado de nordeste, com sua circulação de baixo nível deslocada para a borda nordeste da convecção profunda. Este período de ventos desfavoráveis em níveis superiores durou pouco, e logo depois Fernanda iniciou um período de rápida intensificação, intensificando-se para um furacão às 21h. UTC em 13 de julho. Um olho bem definido formou-se dentro de uma nublada central e densa crescente, e Fernanda se intensificou ainda mais em um grande furacão no início de 14 de julho. Apenas seis horas depois, o sistema foi atualizado para um furacão de categoria 4. Em 10,9 ° N, Fernanda se tornou o segundo furacão mais forte a ocorrer em uma latitude tão baixa no Pacífico Oriental, atrás apenas do furacão Olaf de 2015.
Com fluxo expansivo de nível superior e faixas espirais, um olho distinto e uma nublada central densa simétrica, Fernanda atingiu ventos de pico de 233 km/h (145 mph) por volta das 03:00 UTC em 15 de julho. Uma série de passagens de micro-ondas nessa época começaram a indicar a formação de uma parede do olho secundária que interrompeu o desenvolvimento do ciclone enquanto ele seguia de oeste-noroeste para noroeste. O ciclo de substituição da parede do olho foi concluído no início de 16 de julho, permitindo que Fernanda continuasse sendo um poderoso furacão em meio a condições ambientais favoráveis. No final de 18 de julho, no entanto, temperaturas mais amenas do oceano e um ambiente mais estável levaram à tendência de enfraquecimento da tempestade. Fernanda caiu abaixo da intensidade do furacão pouco antes de entrar no Pacífico Central, pois sucumbiu ao forte cisalhamento do vento sudoeste, tornando-se uma depressão tropical às 03:00 UTC em 21 de julho e após não produzir convecção profunda sustentada, degenerou para um remanescente baixo cerca de 500 milhas (805 km) a leste de Hilo, Havaí, às 21:00 UTC em 22 de julho.

### Depressão Tropical Oito-E
Um vale de baixa pressão começou a produzir convecção desorganizada sobre as águas do Oceano Pacífico, bem ao sul da Península de Baja California, em 14 de julho. Apesar das condições ambientais pouco favoráveis, a perturbação começou a mostrar sinais de organização dois dias depois, e atingiu o estado de depressão tropical às 06:00. UTC em 17 de julho. O forte cisalhamento do vento oeste-noroeste confinou as explosões intermitentes de convecção da tempestade bem ao sudoeste de sua circulação de baixo nível e, consequentemente, a depressão não conseguiu produzir ventos acima de 56 km/h (35 mph). O centro do sistema posteriormente degenerou em uma depressão de baixa pressão dentro da Zona de Convergência Intertropical, levando o NHC a descontinuar os avisos às 21:00 UTC em 20 de julho.

### Tempestade tropical Greg
Em 12 de julho, o NHC previu a formação de uma ampla área de baixa pressão ao sul do México nos dias subsequentes. A perturbação formou-se dois dias depois e lentamente se organizou em uma depressão tropical por volta das 15:00. UTC em 17 de julho. O ciclone tropical lutou contra fortes ventos de oeste-noroeste após a formação, intensificando-se na tempestade tropical Greg às 09:00 UTC em 18 de julho, quando uma convecção profunda explodiu perto do centro. No entanto, a tempestade permaneceu em um estado estacionário por vários dias depois disso, apesar das contínuas previsões de intensificação. Em última análise, devido ao tratamento inadequado dos modelos globais com o meio ambiente, a NHC reduziu sua previsão de intensidade para Greg. O ciclone continuou a oeste pelo resto de sua vida e manteve uma estrutura convectiva semelhante, com rajadas intermitentes de convecção profunda perto do centro. Aproximando-se do Pacífico Central, a circulação de baixo nível de Greg tornou-se cada vez mais difícil de localizar à medida que se movia para um ambiente mais frio e seco, entrelaçado pelo aumento do vento sul, e o sistema enfraqueceu para uma depressão tropical por volta das 21:00 UTC em 25 de julho. Ele degenerou para uma baixa remanescente 24 horas depois.

### Furacão Hilary
Parte de um julho excepcionalmente ativo, em 19 de julho o NHC começou a destacar os confins do extremo leste da bacia do Pacífico para o desenvolvimento tropical nos últimos dias. Uma grande área de distúrbios meteorológicos progrediu para oeste através da Costa Rica mais tarde naquele dia, constantemente se organizando para uma depressão tropical às 15:00 UTC de 21 de julho. O ciclone não conseguiu organizar-se imediatamente após a formação, e o seu centro de baixo nível migrou para a extensão sul da convecção associada. Pelas 03:00 UTC de 23 de julho, no entanto, características de bandas melhor definidas e uma estrutura convectiva mais organizada levaram o NHC a designar o sistema como tempestade Tropical Hilary. Ao longo das próximas horas, a estrutura convectiva do ciclone evoluiu para um pequeno centro denso nublado, enquanto sinais de um olho se tornaram aparentes; de acordo com estimativas de satélite, Hilary foi atualizado para um furacão às 09:00 UTC de 24 de julho. Um ambiente húmido e as águas quentes do oceano impeliram Hilary ao seu pico como um furacão de categoria 2 com ventos de 175 km/h 24 horas depois. Nessa altura, o seu núcleo era mais simétrico. Depois de manter a sua intensidade, o furacão começou a enfraquecer no final de 26 de julho à medida que o cisalhamento do vento do Norte aumentava. Ele caiu de volta para a intensidade da tempestade tropical por volta das 03:00 UTC de 27 de julho, e finalmente degenerou para uma área de baixa pressão remanescente quatro dias depois.

## Nomes das tempestades
Os seguintes nomes foram usados para dar nomes a tempestades que se formaram no nordeste do Oceano Pacífico durante 2017. Nenhum nome foi retirado, então esta lista será usada novamente na temporada 2023. Esta mesma lista foi utilizada na temporada de 2011.
| - Adrian - Beatriz - Calvin - Dora - Eugene - Fernanda - Greg - Hilary | - Irwin - Jova - Kenneth - Lidia - Max - Norma - Otis - Pilar | - Ramon - Selma - Todd (sem usar) - Veronica (sem usar) - Wiley (sem usar) - Xina (sem usar) - York (sem usar) - Zelda (sem usar) |

Para tempestades que se formam na área de responsabilidade do centro de furacões do Pacífico Central, abrangendo a área entre 140 graus oeste e a Linha Internacional de data, todos os nomes são usados em uma série de quatro listas rotativas. os próximos quatro Nomes que foram marcados para uso em 2017 são mostrados abaixo; no entanto, nenhum deles foi usado.
| - Walaka (sem usar) | - Akoni (sem usar) | - Ema (sem usar) | - Hone (sem usar) |

O uso do nome "Hilary" em julho recebeu alguma atenção negativa em relação à ex-candidata presidencial dos Estados Unidos Hillary Clinton. As pessoas também foram ao Twitter para gozar com o nome e em Clinton com piadas políticas.

## Efeitos sazonais
Esta é uma tabela de todas as tempestades que se formaram na temporada de furacões no Pacífico de 2017. Inclui sua duração, nomes, landfall (s), denotados entre parênteses, danos e totais de morte. As mortes entre parênteses são adicionais e indiretas (um exemplo de morte indireta seria um acidente de trânsito), mas ainda estavam relacionadas a essa tempestade. Danos e mortes incluem totais enquanto a tempestade era extratropical, uma onda tropical, ou uma baixa, e todos os números de danos são em 2017.

| Escala de Furacões de Saffir-Simpson |    |    |   |   |   |   |   |
| DT                                   | TS | TT | 1 | 2 | 3 | 4 | 5 |

| Adrian                | Maio 9 – 10            | Tempestade tropical | 45 (75)   | 1004 | Nenhum                                                           | Nenhum       | Nenhum |  |
| Beatriz               | Maio 31 – junho 2      | Tempestade tropical | 45 (75)   | 1001 | Sudoeste México                                                  | $172 000 000 | 7      |  |
| Calvin                | Junho 11 – 13          | Tempestade tropical | 45 (75)   | 1004 | Sudoeste México, Guatemala                                       | $3 880 000   | Nenhum |  |
| Dora                  | Junho 25 – 28          | Furacão categoria 2 | 105 (165) | 974  | Sudoeste México                                                  | Minímo       | Nenhum |  |
| Eugene                | Julho 7 – 12           | Furacão categoria 3 | 115 (185) | 966  | Península Baja California, Califórnia                            | Nenhum       | Nenhum |  |
| Fernanda              | Julho 12 – 22          | Furacão categoria 4 | 145 (230) | 948  | Havaí                                                            | Nenhum       | Nenhum |  |
| Oito-E                | Julho 17 – 20          | Depressão tropical  | 35 (55)   | 1007 | Nenhum                                                           | Nenhum       | Nenhum |  |
| Greg                  | Julho 17 – 26          | Tempestade tropical | 60 (95)   | 1000 | Nenhum                                                           | Nenhum       | Nenhum |  |
| Hilary                | Julho 21 – 30          | Furacão categoria 2 | 110 (175) | 969  | Sudoeste México                                                  | Nenhum       | Nenhum |  |
| Irwin                 | Julho 22 – agosto 1    | Furacão categoria 1 | 90 (150)  | 979  | Nenhum                                                           | Nenhum       | Nenhum |  |
| Onze-E                | Agosto 4 – 5           | Depressão tropical  | 35 (55)   | 1006 | Nenhum                                                           | Nenhum       | Nenhum |  |
| Jova                  | Agosto 11 – 13         | Tempestade tropical | 40 (65)   | 1003 | Western Mexico                                                   | Nenhum       | Nenhum |  |
| Kenneth               | Agosto 18 – 23         | Furacão categoria 4 | 130 (215) | 951  | Nenhum                                                           | Nenhum       | Nenhum |  |
| Lidia                 | Agosto 31 – setembro 3 | Tempestade tropical | 65 (100)  | 986  | México Ocidental, Península Baja California, Arizona, Califórnia | $123 000 000 | 18 (2) |  |
| Otis                  | Setembro 11 – 19       | Furacão categoria 3 | 115 (185) | 965  | Nenhum                                                           | Nenhum       | Nenhum |  |
| Max                   | Setembro 13 – 15       | Furacão categoria 1 | 90 (150)  | 980  | Sul do México                                                    | $76 400 000  | 1      |  |
| Norma                 | Setembro 14 – 20       | Furacão categoria 1 | 75 (120)  | 985  | Península de Baja California                                     | Nenhum       | Nenhum |  |
| Pilar                 | Setembro 23 – 25       | Tempestade tropical | 50 (85)   | 1000 | México Ocidental                                                 | Minímo       | Nenhum |  |
| Ramon                 | Outubro 3 – 4          | Tempestade tropical | 45 (75)   | 1002 | Sul Mexico                                                       | Nenhum       | Nenhum |  |
| Selma                 | October 27 – 28        | Tempestade tropical | 40 (65)   | 1004 | Nicarágua, Costa Rica, El Salvador, Guatemala, Honduras          | Desconhecido | 17     |  |
| Agregado da temporada |                        |                     |           |      |                                                                  |              |        |  |
| 20 sistemas           | Maio 9 – Outubro 28    |                     | 145 (230) | 948  |                                                                  | $375 280 000 | 43 (2) |  |